# James Hetfield
James Alan Hetfield (Downey, Califòrnia, 3 d'agost de 1963) és el cantant, guitarrista i membre cofundador del grup de thrash metal Metallica. És el compositor principal de la banda i va ser nominat el número 87 de la llista Top 100 Greatest Guitarist per la revista Rolling Stone.

## Biografia
D'ascendència alemanya, anglesa, irlandesa i escocesa, va tenir una infància complicada en molts aspectes. Els seus pares Virgil Hetfield (conductor de camions) i Cynthia (cantant d'òpera) eren membres d'un grup religiós de Ciència Cristiana. Conforme amb la doctrina de l'Església a la qual pertanyia la família, l'ús de medicines estava prohibida. Per aquesta causa la seva mare va morir de càncer quan James tenia setze anys. Aquest fet va marcar un gran conflicte entre James i les pràctiques religioses de la seva família, i que posteriorment va influir en les lletres de les seves composicions com per exemple «Dyers Eve», «Until It Sleeps» i «The God That Failed». Llavors es va traslladar a viure amb el seu germà gran David. El seu pare va morir a la darreria de 1996 coincidint amb una gira amb Metallica.
Va estudiar al Downey High School i es va graduar al Brea-Olinda High Schoo l'any 1981. Va començar a estudiar piano quan tenia nou anys, llavors va tocar la bateria del seu germà i més tard la guitarra. Comadolescent va tocar en diverses bandes.
Es va casar amb Francesca Tomasi el 17 d'agost de 1997 i van anar a viure a Vail (Colorado). Hetfield va explicar que la seva dona l'havia ajudat molt a madurar i aprendre a superar les seves tendència destructives i problemes de mal humor. Gràcies a ella va realitzar un programa de rehabilitació l'any 2002 per superar l'addicció a l'alcohol.
Té diversos tatuatges com unes flames que recobreixen quatre cartes de joc amb els números 1, 9, 6 i 3, que representen el seu any de naixement, i les paraules Carpe diem. Aquest tatuatge fa referència a l'accident pirotècnic que va patir l'any 1992 durant un concert a Mont-real. Té tatuat una «M» en la mà dreta en referència a Metallica, i una «F» en l'esquerra per Francesca. També presenta diversos tatuatges amb referències cristianes que inclouen creus i Jesús al braç, dues navalles en forma X en el canell esquerre.

## Carrera musical

### Primeres formacions
Quan James tenia nou anys va començar a fer classes de piano. Més tard tocaria la bateria del seu germà David, per finalment dedicar-se a la guitarra en la seva adolescència. Durant aquests anys va crear una primera banda amb el nom d'Obssesion, inspirada en bandes com The Beatles, Black Sabbath, UFO, Aerosmith, Motörhead, Queen, Thin Lizzy. Obssesion aquesta formada pels germans «ràpids» al baix i a la bateria, Jim Arnold en la guitarra principal i Hetfield a la veu.
Després de traslladar-se a Brea (Califòrnia), James va conèixer el bateria Jim Mulligan a l'escola Brea Olinda High School. Durant les pauses d'esmorzar, els dos assajaven espantant els altres guitarristes amb sons pesants i forts, fins llavors desconeguts. Un dia van conèixer un altre estudiant anomenat Hugh Tanner que portava una guitarra Flying V al col·legi. Els tres van formar la banda Phantom Lord, amb baixistes intermitents. La banda va durar fins a la graduació fins que James va haver de tornar a Downey.
En aquell moment James i el seu amic Ron McGovney es van traslladar a una casa en una casa destinada a ser demolida, aleshores propietat dels pares de McGovney. La casa convenia perfectament per assajar. James va convèncer Ron perquè toqués el baix, la banda Lord Phantom es va desfer. Va donar lloc a la creació de la tercera banda anomenada Leather Charm. En la nova banda Ron tocava el baix i James ja no tocava la guitarra mentre que Tanner i Mulligan mantenien els instruments inicials. La banda es va dedicar a interpretar temes de rock dur en algunes festes i fins i tot van gravar una demo, després d'això la banda es va començar a separar. El primer a retirar-se va ser Tanner qui va ser substituït per Troy James. Posteriorment el bateria Mulligan va decidir integrar-se a una altra banda d'un estil més progressiu i James i els seus companys van decidir definitivament dissoldre Leather Charm. Encara que la sortida de Mulligan, que va ser el que va determinar a Hetfield buscar un nou bateria, va ser també Hugh Tanner qui va influir enormement en la vida musical de James.
Hetfield en principi no va considerar el rol de vocalista en les seues bandes anteriors, després va convidar John Bush d'Armored Saint (després cantant d'Anthrax) per cantar a la banda.

### Metallica
El bateria Lars Ulrich, qui havia aconseguit un espai en un disc recopilatori produït per Brian Slagel, va publicar un anunci a la revista Recycler per formar una banda amb qui compondre per omplir aquest espai. James Hetfield va respondre a l'anunci, que integraria a la banda el mateix Lars, al seu amic Ron McGovney (baix) i Dave Mustaine (guitarra solista). Ron McGovney va estar poc temps a la banda, i després va ser substituït per Cliff Burton al baix, després d'haver tocat a la banda de metal Trauma.
És sabut que les tensions sorgides entre Mustaine i Hetfield, degut al comportament agressiu i problemes amb l'alcohol de Mustaine, van comportar que el primer fos expulsat de Metallica el 1983; mesos més tard Mustaine va formar la seva Megadeth. Quan el grup es va preparar per gravar el primer disc a l'estudi, Kirk Hammett, primer guitarra de la banda Exodus, va viatjar a Queens (Nova York) per integrar-se a Metallica després de la insistència de Hetfield i Ulrich perquè toqués amb la banda. Des de llavors, Hetfield va agafar la iniciativa creativa de la banda, des de la composició, melodia i harmonia fins a l'elaboració de les lletres i la producció de l'estudi. De fet Hetfield va compondre totes les cançons de Metallica junt amb la participació alternada de Lars Ulrich, Kirk Hammett i Cliff Burton fins a l'album Master of Puppets a excepció d'"Anesthesia - Pulling Teeth", composta per Burton, i "Motorbreath", acreditada únicament a Hetfield.
El 1992 va participar en el concert d'homenatge a Freddie Mercury una de les seves majors influències, tocant amb Metallica en la introducció del llarg Tribut, i després cantant estranyament sense guitarra acompanyat de Tony Iommi de Black Sabbath, i Queen tocant "Stone Cold Crazy".
Hetfield ha estat involucrat en nombrosos incidents produïts durant actuacions en directe. El més destacat es produí a l'Olympic Stadium de Mont-real en un concert de Guns N' Roses i Metallica el 8 d'agost de 1992, quan fou víctima d'un accident pirotècnic. Va aconseguir protegir-se de l'explosió gràcies a la seva guitarra però es va cremar la part esquerra del seu cos: mà, braç, celles, cara i cabell. Malgrat patir algunes cremades de segon i tercer grau, 17 dies després va tornar a tocar en directe delegant les funcions de guitarrista en Joe Marshall, de Metal Church, durant quatre setmanes fins a la seva completa recuperació. En una altra ocasió es va trencar un braç fent skateboarding que li va impedir tocar la guitarra durant diversos concerts. Això va provocar que la seva agència de representació, Q Prime, li impongués una clàusula per que li impedia practicar skateboarding durant les gires de Metallica.
Durant l'enregistrament de l'àlbum St. Anger (2001) va entrar en rehabilitació per problemes d'alcoholisme i va rebutjar anar de gira fins a la seva publicació. Va estar apartat un total d'onze mesos, set en rehabilitació i quatre més en recuperació amb la seva família. Des de llavors no ha tornat a recaure en aquesta addicció. Some Kind of Monster mostra força material d'aquesta etapa on es poden veure diversos conflictes i disputes entre els membres de Metallica que van arribar a qüestionar el futur de la banda.
El 4 d'abril de 2009 fou inclòs en el Rock and Roll Hall of Fame junt als altres membres de la banda Metallica (Lars Ulrich, Kirk Hammett i Robert Trujillo), Jason Newsted i Cliff Burton (anteriors baixistes de la banda). Hetfield va assenyalar que la nominació afectava a tots els membres de la banda que havien aparegut en almenys un àlbum de Metallica, de manera que va excloure a Ron McGovney i Dave Mustaine, baixista i guitarra originals de la banda, ja que només havien aparegut en demos.

## Discografia
- Kill 'Em All (1983)
- Ride the Lightning (1984)
- Master of Puppets (1986)
- ...And Justice for All (1988)
- Metallica (1991)
- Load (1996)
- ReLoad (1997)
- St. Anger (2003)
- Death Magnetic (2008)
- Hardwired... to Self-Destruct (2016)